# شرکت تابعه
شرکت تابعه یا شرکت دختر یا شرکت وابسته (به انگلیسی: Subsidiary) شرکتی است که کاملاً یا بخشی از آن تحت تملک یا کنترل شرکت دیگری است و بیش از نصف سهام آن را بر عهده دارد. شرکت تابعه می‌تواند یک شرکت، کورپوریشن یا شرکت با مسئولیت محدود باشد. شرکت کنترل‌کننده، شرکت والد، شرکت مادر یا شرکت هلدینگ خوانده می‌شود. شرکت‌های تابعه در بازار کسب‌وکار رایج هستند و همه شرکت‌های چندملیتی عملیات خود را به این شیوه انجام می‌دهند. نمونه‌های آن شامل برکشر هاتاوی، تایم وارنر یا سیتی‌گروپ می‌شود و همچنین آی‌بی‌ام و زیراکس است.